# Franceball
Franceball (рус. Франсболл / Францияболл / Францияшар) — один из ключевых персонажей Countryballs.

## Образ

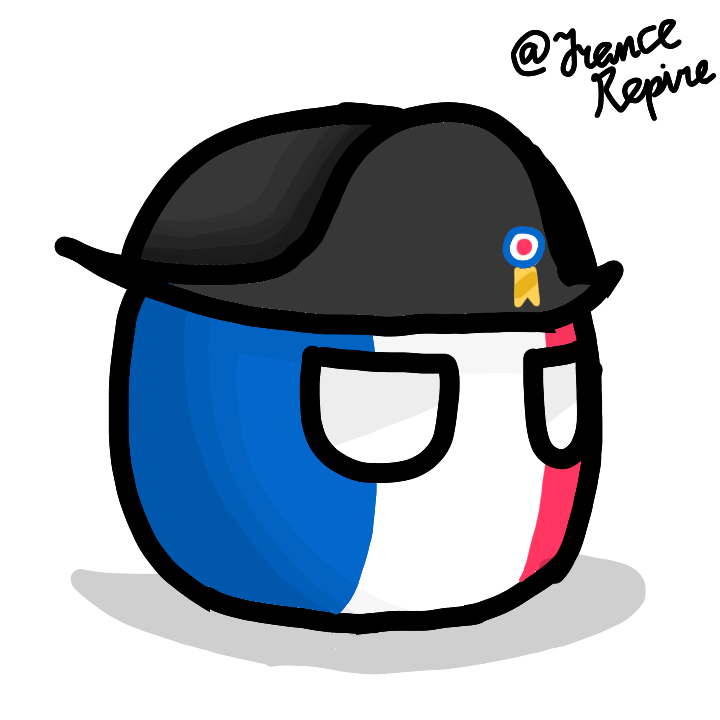
Franceball в шляпе Наполеона

Францию часто показывают с белым флагом капитуляции, и, таким образом, отсылают к истории Франции, в том числе её истории периода Второй мировой войны, где в 1940 году произошло её поражение от нацистской Германии. Таким образом, Franceball очень часто немедленно сдаётся. Персонаж может носить берет на голове и изображаться с изогнутыми усами, а также носить шляпу императора Наполеона I.

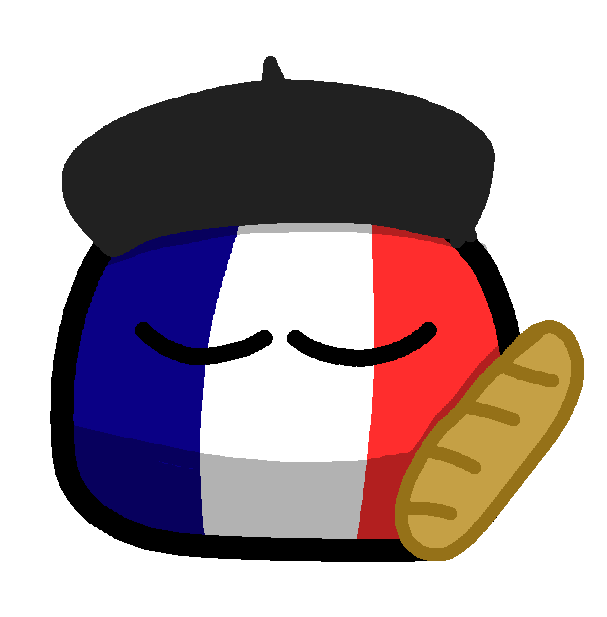
Franceball в берете с багетом

Для Франции также может иногда рисоваться атрибут в виде розового банта. По всей видимости, этот элемент должен наводить на мысль о женском типе репрезентации, особенно в сопоставлении с отсутствием атрибутов в олицетворении Германии (Germanyball; мужественность) и кепкой (может рисоваться в некоторых комиксах), которая находится на Европейском союзе (EUball; ребёнок).